# Gobernación de Besarabia
Desde 1812 a 1871, Besarabia fue un óblast y de 1871 a 1917 una gobernación del Imperio ruso. Estaba situada al este del Principado de Moldavia, el cual fue anexionado por Rusia a raíz del Tratado de Bucarest de 1812 que precedió a la guerra entre el Imperio ruso y el otomano. Tras la caída de la monarquía en Rusia en la Revolución de Febrero de 1917, se proclamó la República Democrática de Moldavia tras el acuerdo del Sfatul Ţării (Asamblea Nacional) y que al año siguiente firmó la adhesión con Rumania.
Actualmente, el 70 % del antiguo territorio pertenece a Moldavia y el 30 % restante a Ucrania.

## Historia

### Anexión

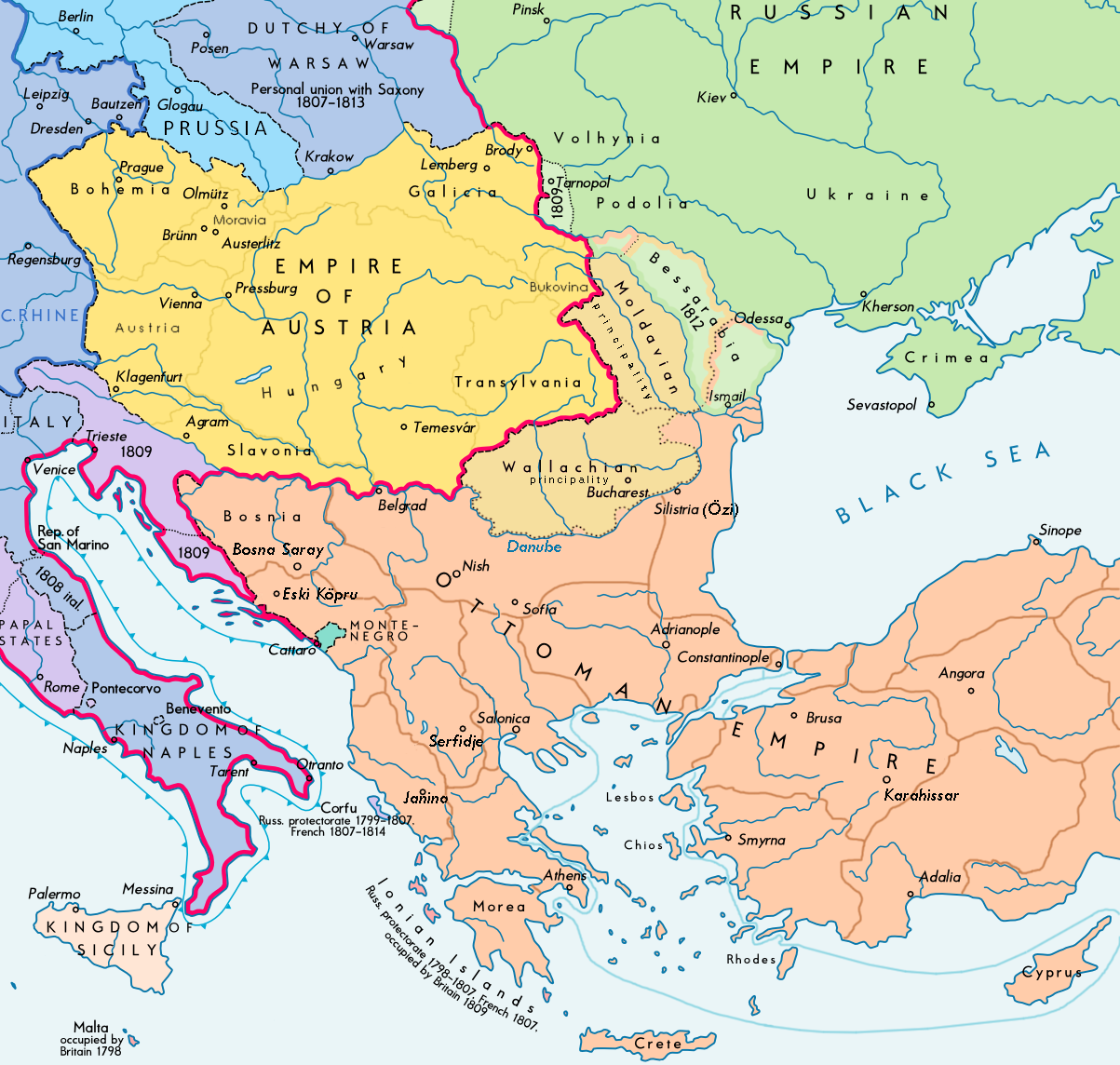
Sureste de Europa tras el Tratado de Bucarest (1812)

Tras aprovechar la crisis de entonces del Imperio otomano, el ruso ocupó la mitad este del Principado de Moldavia entre los ríos Prut y Dniéster. Tras seis años de guerra que culminaron con el tratado de Bucarest, los otomanos reconocieron la anexión de su provincia por parte de Rusia.
Anteriormente a la anexión, el territorio no tenía ningún nombre en particular puesto que Moldavia estaba dividida por las tierras altas que abarcaban los Cárpatos: Ţara de Sus y bajas: Ţara de Jos. Besarabia estaba en la parte sur (actualmente conocida como Budzhak), llamado así en honor a la Casa de Basarab, Principado de Valaquia durante el siglo XIV. Los rusos nombraron a todo el territorio: Besarabia en vez de referirse al área sur.
Su extensión era de 45 630 km², más que el resto de Moldavia, y su población rondaba entre 240 000 y 360 000 habitantes, siendo la mayoría rumanoparlantes. Por su parte los boyardos se opusieron a la anexión al no reconocer la entrega del territorio por parte del Imperio otomano, puesto que Moldavia no era una provincia otomana, sin embargo, tal oposición no impidió al sultán firmar el acuerdo en mayo de 1812.

### Óblast y Gobernación

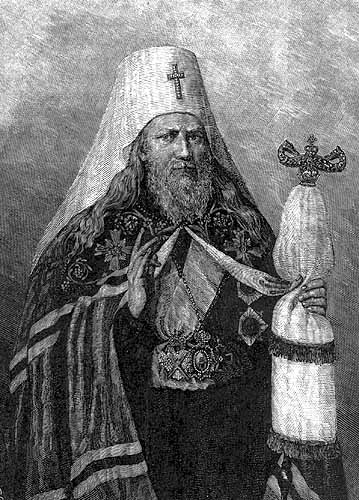
Grabado de Gavril Bănulescu-Bodoni, clérigo de Moldavia y Boyardo.

Después de la anexión, los boyardos locales, dirigidos por Gavril Bănulescu-Bodoni de Chisináu y Jotín exigió semiautonomía para establecer un gobierno civil acorde con las leyes moldavas. En 1818 se estableció una región autónoma en la que el ruso y el rumano compartían el mismo estatus de oficialidad. Aparte de la autonomía, también obtuvieron permiso para la apertura de un seminario y una imprenta.
En 1821 falleció Bănulescu-Bodoni, y ante la falta de un líder y sumado al creciente nacionalismo ruso con sentimientos antiotomanos que culminó en la revolución de Valaquia, llevó a las autoridades locales perder libertades de manera gradual.
Tras la llegada al trono de Nicolás I en 1825, comenzó una campaña de reformas con el objetivo de tener más control sobre las provincias occidentales. Con la elaboración de una nueva constitución redactada por el gobernador de Nueva Rusia y Besarabia: Mijaíl Vorontsov en 1829, se suprimió la autonomía y en 1834 el rumano pasó a estar prohibido en la enseñanza, en las administraciones y en la cultura a pesar de que el 80 % de la población era rumana, por lo que aquellos que no acataron la nueva normativa fueron deportados a Siberia. En 1854, el ruso pasó a ser el único idioma oficial y a partir de 1850 el uso del idioma rumano estaba marginado.
La integración dentro del Imperio ruso continuó con la introducción del zemstvo en 1869. Aunque este sistema tenía como objetivo incrementar la participación de la población en asuntos políticos, estuvo dirigido por funcionarios rusos y no rumanos.
Los boyardos protestaron contra las reformas políticas que limitaba sus libertades, pero algunas manifestaciones no estuvieron bien organizadas y la mayoría fueron ignoradas. Sin embargo, algunas familias boyardas de Moldavia llegaron a integrarse en la nobleza siendo la mayor parte de Besarabia. En 1911 hubo 468 familias nobles de las cuales 138 eran de origen rumano.
En 1878, Rumania obtuvo la independencia salvo millones de rumanos que residían fuera de la frontera y que se asentaron en Transilvania y Besarabia.

### Besarabia del sur
En 1856, bajo los términos del Tratado de París, Rusia se vio forzado a devolver a Moldavia los distritos de Bolhrad, Cahul e Izmail (sur de Besarabia) y que tres años después se integrarían en Valaquia, Rumania.
En 1877, el Imperio ruso y Rumania firmaron un tratado en el que pasarían a ser aliados contra el Imperio otomano a cambio de que estos primeros reconocieran la independencia de Rumania y garantizase la integridad de su territorio después de la guerra. Sin embargo, al finalizar la guerra turco-rusa en 1878, Rusia ocupó el sur de Besarabia. Aleksandr Gorchakov (Alexander Gorchakov) justificó el acto como una "cuestión de honor nacional" para Rusia y declaró que los territorios fueron cedidos a Moldavia en 1856 y no a Rumania, cuya garantía territorial iba dirigida contra la reclamación territorial por parte de los otomanos.
La reacción de los políticos rumanos y de la opinión pública no se hicieron esperar: Mihail Kogălniceanu acusó a Rusia de traicionar a un aliado, e incluso mandó un memorándum contra Rusia con la idea de buscar apoyos por parte de los gobiernos occidentales en los que se denunciaba, no solo la anexión de Besarabia del Sur, sino de toda Besarabia. Sin embargo, ningún gobierno europeo quiso formar parte de un conflicto contra el Imperio ruso.
De acuerdo con el Tratado de Berlín de 1878, el Reino de Rumania obtuvo la región de Dobruja como compensación por la pérdida de parte de su territorio. A pesar de ser más extenso que Besarabia, los rumanos consideraron el gesto como injusto aunque lo aceptaron a regañadientes al no haber otra alternativa.

## Cultura
Besarabia era la provincia occidental del Imperio menos desarrollada en cuanto a cultura se refería. El nivel de alfabetización en 1897 en todo el territorio era de un 15,4 % (un 6 % eran de origen rumano), la principal razón por la que los niveles de alfabetización eran tan bajos se debía a que el idioma ruso era la única lengua vehicular. En 1920, aproximadamente el 10 % de la población masculina sabía leer y escribir mientras que las mujeres solo llegaban al 1 %.
El reinado de Alejandro II trajo una ardua política educativa en cada parroquia: durante los años 1860 se abrieron 400 escuelas rurales en Besarabia controladas por la Iglesia ortodoxa que exigía que la enseñanza fuera en ruso y que el profesorado estuviese formado por sacerdotes que fuesen capaz de hablar el idioma. Sin embargo hubo un descenso vertiginoso en cuanto a escolaridad, puesto que dos décadas después solo permanecían abiertas veintitrés colegios.
Como resultado, la literatura y la vida cultural fue casi inexistente. Tan solo hubo pocas figuras literarias que se dedicaron a la novela como: Alexandru Hasdeu (1811-1872), Constantin Stamati (1786-1869) y Tedor Vîrnav (1801-1860). Durante la segunda mitad del siglo XIX, dejó de llegar fondos para subvencionar la literatura y las escuelas construidas. De hecho, en 1899, aquel que fuese a la librería pública de Chisináu hubiese sido incapaz de dar con ningún libro en rumano.

## Política
Hasta 1905 no hubo movimientos políticos rumanos. Uno de los partidos principales eran el Societatea pentru Cultură Naţională dirigido por Pavel Dicescu y de tendencia moderada que defendía el uso del rumano en las escuelas aunque era contrario a las reformas sociales. En 1909 obtuvieron éxito al conseguir en el zemstvo que se pudiera estudiar en su idioma.
Por otro lado estaban los radicales (nacionaldemócratas), de tendencia prorrusa e influenciado por el socialismo revolucionario que buscaban una justicia social y más autonomía para Besarabia sin independizarse del Imperio ruso.
En 1907, este movimiento obtuvo un éxito notable por parte de la extrema derecha en las elecciones en la segunda Duma. En marzo de 1907 publicaron con el diario Basarabia: Deşteaptă-te, române! (Despiértate, rumano), una canción patriótica que el entonces Gobernador Kharuzin pretendía censurar. La mayoría de los trabajadores del diario se trasladaron a Iaşi.
Tras estallar la Revolución de Febrero en Petrogrado en 1917, el Gobernador Mihail Voronovici dimitió de su cargo y le cedió su puesto a Constantin Mimi, presidente del Zemstvo de la Gobernación y que posteriormente pasó a ser parte del Comisariado Provisional del Gobierno de Besarabia con Vladimir Criste como subdirector. La misma situación tuvo lugar en todas las regiones del Imperio: los jefes de las administraciones zaristas cedieron sus funciones a los zemstvos que pasaron a llamarse Comisariados de la Gobernación del Pueblo.

## Demografía

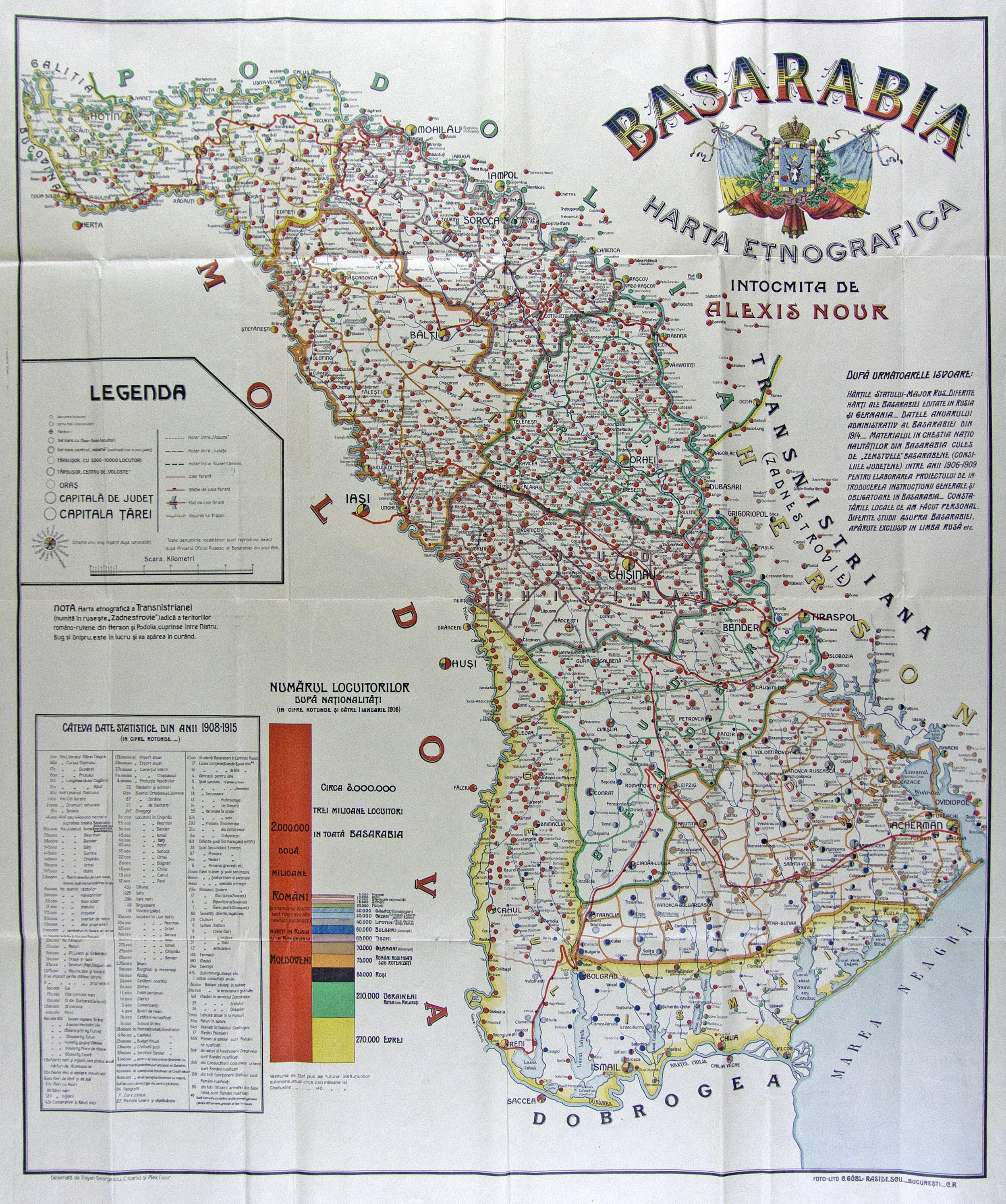
Mapa demográfico de 1916

Las reformas rusas afectaron la estructura demográfica de Besarabia, en especial la política de inmigración de las provincias aledañas. La inmigración no era uniforme: en algunos distritos del norte y del sur (de Jotín a Akkerman) la población ucraniana sobrepasaba a la rumana, los cuales residían en áreas rurales.
Al principio, el propósito de la colonización no estuvo relacionado con obtener supremacía étnica, sino incrementar la población de un área bastante escasamente poblada. Fue la campaña de colonización más grande de Nueva Rusia, cuyo gobierno apeló a todo aquel que quisiese trabajar y vivir bajo la autoridad sin importar de dónde proceda.
| Censo | Población | Rumanos | Ucranianos Rusos | Judíos |
| ----- | --------- | ------- | ---------------- | ------ |
| 1817  | 482 630   | 86 %    | 6,5 %            | 4,2 %  |
| 1856  | 990 000   | 74 %    | 12 %             | 8 %    |
| 1897  | 1 935 412 | 56 %    | 18,9 %           | 11,7 % |

La mayoría de los rumanos de Besarabia eran campesinos que trabajaban en los terrenos de los terratenientes y propiedades de los monasterios mientras que un 12 % (en 1861) eran răzeşi (campesinos y propietarios de sus propias tierras). La reforma de emancipación de 1861 tuvo pequeños efectos en la región, donde había pocos siervos: 12 000 de los cuales eran trabajadores rusos que no se dedicaban a la agricultura.
La población en los núcleos urbanos era baja (aproximadamente un 14,7 %). En 1912 las ciudades principales eran centros administrativos locales sin apenas industria. El número de ciudadanos también era escaso en comparación con las otras etnias: (según 1912) 37,2 % judíos, 24,4 % rusos, 15,8 % ucranianos y 14,2 % rumanos.

## División administrativa

Localización geográfica de las capitales de los distritos de Besarabia. 1914.

Desde 1812 a 1818 el territorio estuvo formado por doce distritos que posteriormente pasaron a ser seis hasta que más adelante fueron nueve. Cahul e Izmail regresaron a Rumania en 1856. Anteriormente eran tres puesto que Bolhrad se separó de Izmail, pero cuando regresó bajo el control del Imperio ruso se volvió a formar el distrito unido de Ismail hasta la caída de la Rusia Imperial, siendo entonces, ocho distritos llamados Județ (en rumano).
| N.º | Distrito | Capital Población  | Superficie (en verstas ²) | Superficie (en km²) | Población (en 1897) |
| --- | -------- | ------------------ | ------------------------- | ------------------- | ------------------- |
| 1   | Akkerman | Akkerman (28 258)  | 7282,7                    | 8288,0              | 265 247             |
| 2   | Bălți    | Bălți (18 478)     | 4871,0                    | 5543,5              | 211 448             |
| 3   | Bender   | Bender (31 797)    | 5398,5                    | 6143,8              | 163.118             |
| 4   | Izmail   | Izmail (22 295)    | 8128,0                    | 9250,2              | 244 274             |
| 5   | Chisináu | Chisináu (108 483) | 3271,0                    | 3723,0              | 279 657             |
| 6   | Orhei    | Orhei (12 336)     | 3632,0                    | 4133,4              | 213 478             |
| 7   | Soroca   | Soroca (15 351)    | 4010,7                    | 4564,2              | 218 861             |
| 8   | Jotín    | Jotín (18 398)     | 3501,9                    | 3985,4              | 307 532             |